# Amir Nagayev
Amir Nagayev (* 28. Dezember 2004) ist ein usbekischer Leichtathlet, der sich auf den Hochsprung spezialisiert hat.

## Sportliche Laufbahn
Erste internationale Erfahrungen sammelte Amir Nagayev im Jahr 2025, als er bei den Asienmeisterschaften in Gumi mit übersprungenen 2,10 m den achten Platz belegte.
In den Jahren 2021 und 2024 wurde Nagayev usbekischer Meister im Hochsprung im Freien sowie 2022 in der Halle.